# Een heel klein beetje oorlog
Een heel klein beetje oorlog is het tweede studioalbum van de Belgische rockband Noordkaap. Het werd in 1993 uitgebracht en betekende de eerste samenwerking tussen Noordkaap en producent Wouter Van Belle. De albumtitel is tevens de titel van een single van het album.
In 2017 bracht Universal Music Belgium een heruitgave van dit album uit als LP, de eerste uitgave van dit album op vinyl.
In 2022 werd het album, eveneens door Universal, uitgebracht op een, tot 1000 exemplaren gelimiteerde, witte versie.

## Nummers
1. Engel – 4:22
2. Harde Tijden – 2:08
3. Een Heel Klein Beetje Oorlog – 3:26
4. God=Gaspedaal – 4:35
5. Hoopvol – 3:20
6. Het Komt Voor In De Beste Families – 3:34
7. Vroegerhater – 2:57
8. Handen Omhoog – 4:58
9. Desperado – 3:33
10. Wat Is Kunst? – 3:07
11. Jazeker – 3:43
12. Als Ik 's Nachts Door Veerle Rijd – 3:05

## Medewerkers
Noordkaap
- Stijn Meuris – zang
- Lars Van Bambost – gitaar
- Erik Sterckx – basgitaar
- Nico Van Calster – drum
- Hans Francken – toetsen

Overige
- Wouter Van Belle – producent
- Paul Despiegelaere – producent